# Ейно Віртанен
Ейне Мауно Віртанен (фін. Eino Mauno Virtanen; нар. 19 серпня 1908, Ускела (нині частина міста Сало) — 3 грудня 1980, Гельсінкі) — фінський борець греко-римського та вільного стилів, чемпіон та бронзовий призер чемпіонатів Європи, бронзовий призер Олімпійських ігор.

## Життєпис
Першим успіхом Ейно Віртанена на міжнародній арені стало срібло на Олімпіаді робітників 1931 року. Після цього він здобув бронзову медаль з греко-римської боротьби в напівсередній вазі на літніх Олімпійських іграх 1936 року. Він також виграв бронзу чемпіонату Європи з греко-римської боротьби в напівсередній вазі в 1939 році. Після цього спішна кар'єра молодого спортсмена була перервана на довгі роки Другою світовою війною. А проте по її завершенні він завоював титул чемпіона Європи в середній вазі 1946 року та взяв участь у перших повоєнних літніх Олімпійських іграх 1948 року в Лондоні, де 40-річний Ейно Віртанен посів шосте місце. На національному рівні він виграв п'ять титулів чемпіонату Фінляндії: у 1936, 1939, 1943 та 1945 роках з греко-римської боротьби в напівсередній вазі та у 1946 році з вільної боротьби в середній вазі. Його старший брат Лассе був легкоатлетом, який виграв бронзові медалі Олімпіади 1932 року на дистанціях 5 і 10 кілометрів.

## Спортивні результати на міжнародних змаганнях

### Виступи на Олімпіадах
| Змагання                    | Збірна    | Вагова категорія                 | Місце  |
| --------------------------- | --------- | -------------------------------- | ------ |
| Літні Олімпійські ігри 1936 | Фінляндія | греко-римська боротьба, до 72 кг | Бронза |
| Літні Олімпійські ігри 1948 | Фінляндія | греко-римська боротьба, до 67 кг | 6      |

### Виступи на Чемпіонатах Європи
| Змагання                         | Збірна    | Вагова категорія                 | Місце  |
| -------------------------------- | --------- | -------------------------------- | ------ |
| Чемпіонат Європи з боротьби 1939 | Фінляндія | греко-римська боротьба, до 72 кг | Бронза |
| Чемпіонат Європи з боротьби 1946 | Фінляндія | вільна боротьба, до 79 кг        | Золото |